# LT&SR Ealing Stock
Die Personenwagen des sogenannten Ealing Stock nach Musterblatt 37 der britischen London, Tilbury and Southend Railway (LT&SR) waren ab dem Neujahrstag 1912 im Einsatz.

## Geschichte
1911 ließ die LT&SR bei der Birmingham Railway Carriage and Wagon Company insgesamt 16 sehr elegante und moderne Personenwagen mit Drehgestellen bauen. Dies waren die ersten und zugleich einzigen Großraumwagen mit Wagenübergang, welche die Gesellschaft während ihres Bestehens anschaffte. Außerdem waren die Wagen der 3. Klasse mit Gepäckabteil neben den ab 1901 gebauten Wagen der 1. Klasse nach Musterblatt 6 die einzigen Personenwagen der LT&SR mit Toilette.
Sie waren exklusiv für den Einsatz auf der Strecke zwischen Ealing und Southend bestimmt und wurden in zwei festen Zuggarnituren eingesetzt. Eine Garnitur bestand aus je einem Wagen 1. und 3. Klasse, fünf Wagen 3. Klasse sowie zwei Wagen 3. Klasse mit Gepäckabteil und Toilette. Insgesamt standen damit rund 400 Sitzplätze zur Verfügung.

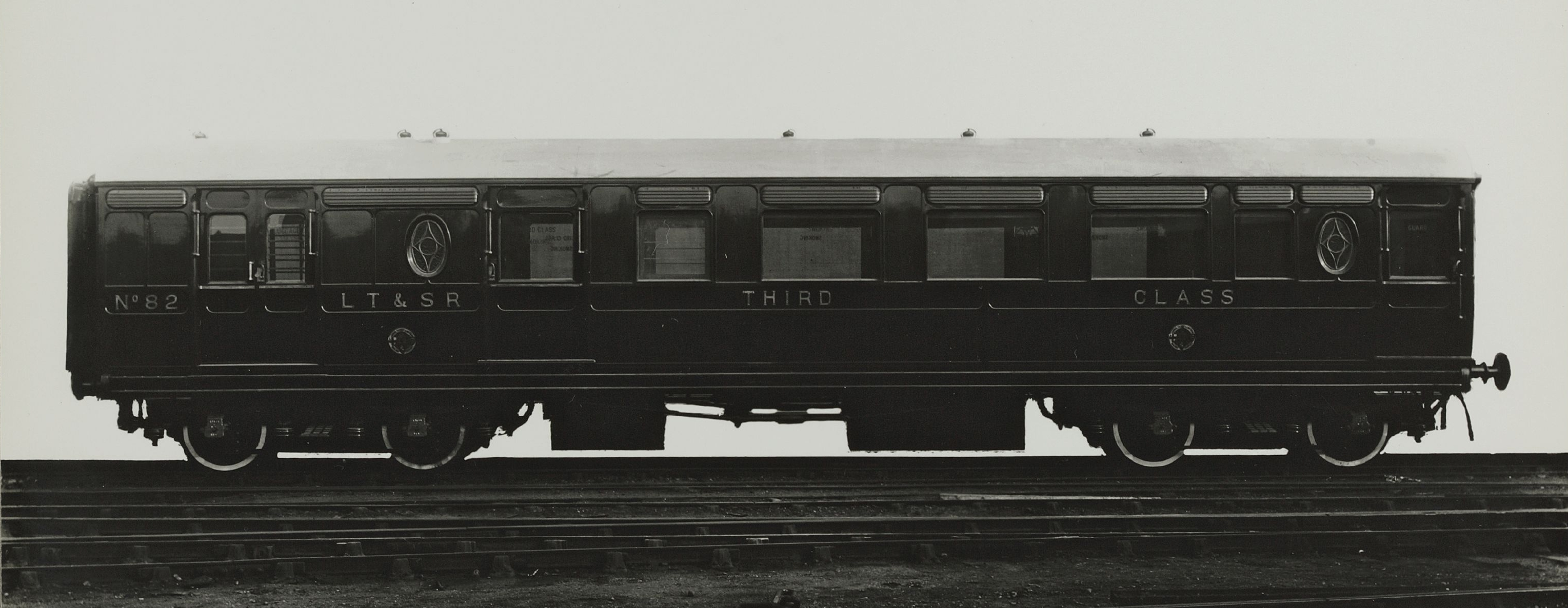
Wagen 3. Klasse mit Gepäck- und Zugführerabteil

Mit der Übernahme der LT&SR durch die Midland Railway (MR) im Herbst 1912 gingen die Wagen an die MR über und kamen 1923 beim Zusammenschluss der MR mit anderen Gesellschaften zur London, Midland and Scottish Railway (LMS).
Acht Exemplare wurden 1940 an das britische Kriegsministerium verkauft, das diese für Truppenbewegungen auf der Shropshire and Montgomeryshire Railway verwendete. Dort verblieben die Wagen bis zur Schließung dieser Bahn im Jahr 1960.

## Liste
| Bauart      | Klassen                               | Anzahl | LT&SR-Nummern | MR-Nummern | LMS-Nummern |
| ----------- | ------------------------------------- | ------ | ------------- | ---------- | ----------- |
| Composite   | 1. und 3. Klasse                      | 2      | 46–47         | 3126–3127  | 4784–4785   |
| Third Class | 3. Klasse                             | 10     | 309–318       | 2332–2341  | 3066–3075   |
| Brake Third | 3. Klasse und Gepäck-/Zugführerabteil | 4      | 80–83         | 4291–4294  | 6397–6400   |